# Uitputtingsmethode
De uitputtingsmethode (Latijn: methodus exhaustionibus, Engels: method of exhaustion), ook wel de uitputtingsmethode van Eudoxus genoemd, is een methode om de oppervlakte van een gekromde figuur, zoals een cirkel, te benaderen. 
De methode is in het oude Griekenland bedacht door Antiphon van Rhamnus en werd nauwkeurig beschreven door Eudoxus van Cnidus. De methode maakt gebruik van het feit dat bekend was dat de oppervlakte van elke veelhoek bepaald kan worden door de veelhoek in driehoeken onder te verdelen. De oppervlakte van bijvoorbeeld een cirkel kan benaderd worden door de grootste veelhoek te nemen die binnen de cirkel past. Naarmate een veelhoek wordt gekozen met steeds meer hoekpunten, zal de oppervlakte van de veelhoek steeds dichter in de buurt komen van de oppervlakte van de cirkel. De limiet van de oppervlakte van de veelhoek, waarbij het aantal hoeken naar oneindig gaat, is gelijk aan de oppervlakte van de cirkel. Op een vergelijkbare manier kan het volume van een driedimensionaal figuur zoals een bol of een kegel gevonden worden, door het grootste veelvlak te nemen dat in de driedimensionale figuur past en het aantal vlakken van het veelvlak naar oneindig te laten gaan. 
Eudoxus gebruikte de uitputtingsmethode om onder andere te bewijzen dat de oppervlakte van een cirkel evenredig is met het kwadraat van zijn diameter en dat het volume van een kegel gelijk is aan een derde deel van het volume van een cilinder met een gelijk grondvlak en gelijke hoogte. Archimedes gebruikte de uitputtingsmethode om te bepalen dat de waarde voor π, de verhouding tussen de omtrek van een cirkel en zijn diameter, moet liggen tussen 223/71 en 22/7. Hiervoor berekende hij het oppervlak van een regelmatige 96-hoek die precies in de cirkel past (voor de ondergrens) en een regelmatige 96-hoek waar de cirkel precies in past (voor de bovengrens). 
Tegenwoordig wordt de uitputtingsmethode van Eudoxus wel gezien als een voorloper van de integraalrekening, waarbij het oppervlak onder een kromme wordt bepaald door de kromme in oneindig veel stukjes op te delen. 